# Giuliano Ricci

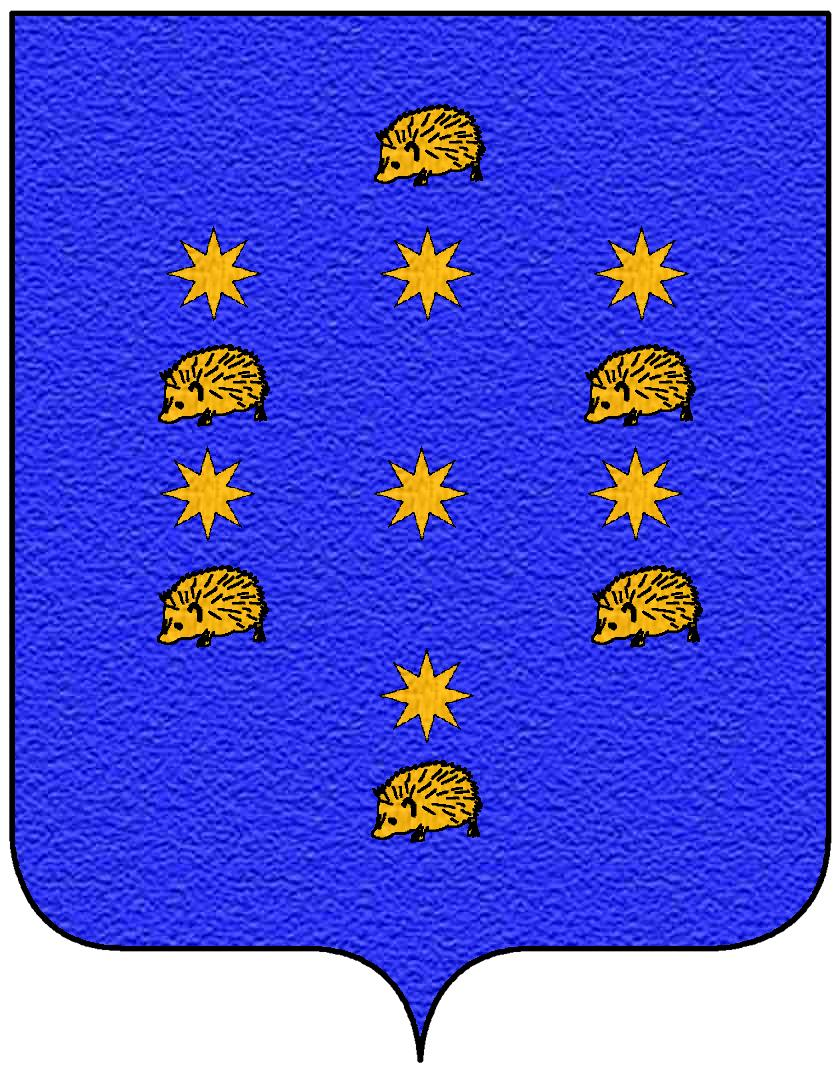
Stemma Ricci

Giuliano Ricci (1389 – 26 dicembre 1461) è stato un arcivescovo cattolico italiano.

## Biografia
Giuliano di Giovacchino, appartenente alla nobile famiglia fiorentina dei Ricci, nacque nel 1389, figlio di Giovacchino di Ugucciozzo di Ardingo dei Ricci e da Lionarda di Piero Benini. Venne consacrato arcivescovo di Pisa nel 1418, succedendo allo zio Pietro e rimanendo a capo dell'arcidiocesi toscana per più di 40 anni fino alla morte sopraggiunta nel 1461.
Durante il suo mandato arricchì la chiesa primaziale delle due cappelle, dedicate rispettivamente a san Grisostomo e san Giuliano, lasciandone il patronato al fratello Giannozzo e ai suoi discendenti, purché vi fosse sempre tra di loro un ecclesiastico appartenente al clero pisano. Il 16 giugno 1459 accolse solennemente il ritorno del corpo del santo pisano Guido della Gherardesca, trasferito dalla vicina Donoratico.